# Norbert Hähnel

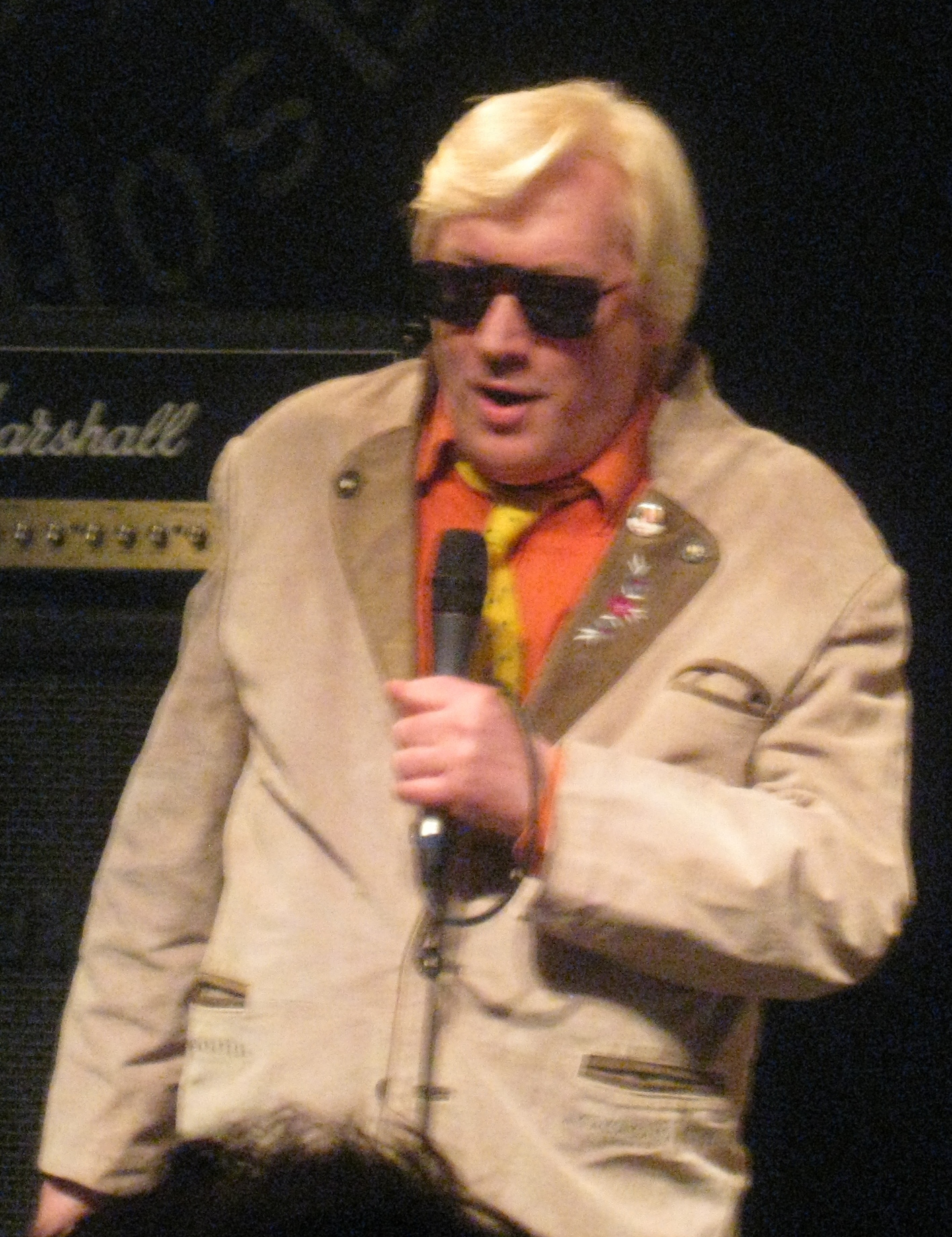
Norbert Hähnel (2012)

Norbert Hähnel (* 18. Oktober 1951 in Bünde) ist ein Sänger aus Berlin-Kreuzberg. Er war der Inhaber des Plattenladens Scheißladen und leitete die Bar Enzian in Kreuzberg, bis diese im Oktober 2007 schließen musste. Außerdem war er als Veranstalter von Punk-Konzerten tätig und moderierte eine Musik-Talk-Sendung auf Radio 100.

## Leben
Im Mai 1980 eröffnete Hähnel seinen Plattenladen Scheißladen in Berlin-Kreuzberg. Er gehörte mit wenigen anderen Läden zu den Vertriebsorten einer Untergrund-Musik von Punk, experimenteller Musik bis zur Neuen Deutschen Welle, die Schallplatten in Kleinstauflage, aber vor allem bespielte Musikkassetten anboten, die ohne viel Kapitaleinsatz, zum Teil sogar im Wohnzimmer produziert und kopiert wurden.
Zum ersten Jubiläum seines Plattenladens trat Hähnel im Punkclub Risiko als Heino verkleidet auf und mimte zu mehreren Songs per Playback. Die Toten Hosen engagierten ihn als Vorprogramm und gingen mit ihm auf Tour. Dazu erfand er eine fiktive Biografie, nach der Heinz-Georg Kramm auf einer Tournee in Südafrika mit schwarzen Musikern in Kontakt gekommen sei und mit ihnen eine Platte habe aufnehmen wollen. Seine Plattenfirma EMI habe das untersagt, da es nicht in ihr Vermarktungskonzept für Heino gepasst habe. Daraufhin habe Kramm den Vertrag fristlos gekündigt, sich nach Westberlin abgesetzt und sich „unter Hausbesetzern, Linksradikalen, Migranten und Punks“ erstmals richtig verstanden gefühlt. EMI habe daraufhin einen Doppelgänger engagiert, der für sie den Heino spielte.
Der echte Heino, Kramm, klagte 1986 gegen den „wahren Heino“ Hähnel und erwirkte vor dem Landgericht Düsseldorf eine einstweilige Verfügung. Infolgedessen durfte Hähnel nicht mehr als „Heino“ auftreten und musste 10.000 DM Ordnungsgeld zahlen. Die Toten Hosen, Rocko Schamoni und Die Goldenen Zitronen spielten 1986 ein Benefizkonzert für Hähnel. Hähnel nahm das Geld dankend an, weigerte sich aber, die Strafe zu zahlen und saß ersatzweise lieber 20 Tage Ordnungshaft ab. Hähnel äußerte den Verdacht, der „echte“ Heino habe nur gegen ihn geklagt, weil er befürchtete, seine Fans könnten langsam zu ihm, dem „wahren Heino“, überlaufen.
Das letzte Konzert des „wahren Heino“ fand im Berliner Tempodrom statt. Im Anschluss daran wurde der „wahre Heino“ zeremoniell „begraben“. Neben den Toten Hosen waren auch Die Ärzte und Fury in the Slaughterhouse Gäste des Abschiedskonzerts.
1987 schloss er den Scheißladen und eröffnete eine Kneipe namens Enzian, die er bis 2007 betrieb.
Anlässlich des 1000. Konzertes der Toten Hosen am 28. Juni 1997 im Düsseldorfer Rheinstadion feierte der „wahre Heino“ eine umjubelte „Auferstehung“ in Form eines Kurzauftritts als eine von mehreren Vorbands. 2009 stand er zusammen mit der Band bei einem Benefizkonzert im SO36 auf der Bühne und sang zusammen mit Campino Eisgekühlter Bommerlunder. Am 10. April 2012 war „der wahre Heino“ Ehrengast auf der Bühne vom Bremer Schlachthof beim Jubiläumskonzert zum 30. Jubiläum von Die Toten Hosen.
1995 war Hähnel zusammen mit Bela B. Spitzenkandidat der Kreuzberger Patriotische Demokraten/Realistisches Zentrum. Ein Wahlversprechen lautete „Kein Asyl für Schwaben“. Bei der Bundestagswahl 2005 trat er im Berliner Wahlkreis Friedrichshain – Kreuzberg – Prenzlauer Berg Ost als Direktkandidat für Die PARTEI an und bekam 1359 Erststimmen (0,8 %).
Ende 2012 befand sich Hähnel anlässlich der Premiere des Films „Nichts als die Wahrheit – 30 Jahre Die Toten Hosen“ in Düsseldorf. Auf dem Weg zur Veranstaltung wurde er von einem Auto erfasst und schwer verletzt.

## Diskografie
- Blau blau blau blüht der Enzian – Single/Maxi (1985)
- Dem Deutschen sein Lied – Single (1988)
- 1 Mann, 1 Ball – Single (1990)
- Deutschland / Die letzte Schlacht – Single (2014)

Zudem ist er auch auf den Samplern Wir warten auf die Lindenstraße (1989, mit Wo bitte geht's zur Lindenstraße?) sowie GötterDÄmmerung – Tribut an die beste Band der Welt (1997, mit Teenager Liebe) vertreten.

## Film
- 1984: So war das S.O. 36, Dokumentation über das SO36 in den frühen 1980er Jahren, Regie von Manfred O. Jelinski und Jörg Buttgereit (Co-Regie), 90 Minuten.
- 2015: B-Movie: Lust & Sound in West-Berlin 1979–1989, Dokumentation mit Mark Reeder, Regie von Jörg A. Hoppe, Klaus Maeck, Heiko Lange und Alexander von Sturmfeder, 92 Minuten.
- 2019: Weil Du nur einmal lebst – Die Toten Hosen auf Tour, Dokumentation über Live-Tour der Band Die Toten Hosen von Cordula Kablitz-Post, 107 Minuten.